# Elezioni comunali in Umbria del 2014
Le elezioni comunali in Umbria del 2014 si sono tenute il 25 maggio (con ballottaggio l'8 giugno). 

## Perugia

### Perugia
| Candidati                              | Candidati                | II turno             | II turno         | I turno | I turno | Liste                | Voti   | %     | Seggi |
| Candidati                              | Candidati                | Voti                 | %                | Voti    | %       | Liste                | Voti   | %     | Seggi |
| -------------------------------------- | ------------------------ | -------------------- | ---------------- | ------- | ------- | -------------------- | ------ | ----- | ----- |
|                                        | Andrea Romizi ✔️ Sindaco | 35 469               | 58,02            | 22 375  | 26,32   | Forza Italia         | 9 865  | 11,72 | 9     |
| Progetto Perugia                       | Andrea Romizi ✔️ Sindaco | 35 469               | 58,02            | 22 375  | 26,32   | 4 022                | 4,78   | 3     |       |
| Nuovo Centrodestra                     | Andrea Romizi ✔️ Sindaco | 35 469               | 58,02            | 22 375  | 26,32   | 3 675                | 4,37   | 3     |       |
| Fratelli d'Italia - Alleanza Nazionale | Andrea Romizi ✔️ Sindaco | 35 469               | 58,02            | 22 375  | 26,32   | 3 611                | 4,29   | 3     |       |
| Perugia Domani                         | Andrea Romizi ✔️ Sindaco | 35 469               | 58,02            | 22 375  | 26,32   | 430                  | 0,51   | –     |       |
|                                        | Wladimiro Boccali        | 25 666               | 41,98            | 39 582  | 46,56   | Partito Democratico  | 29 484 | 35,04 | 7     |
| Socialisti Riformisti - Unione Civica  | Wladimiro Boccali        | 25 666               | 41,98            | 39 582  | 46,56   | 4 325                | 5,14   | 1     |       |
| Moderati e Democratici                 | Wladimiro Boccali        | 25 666               | 41,98            | 39 582  | 46,56   | 2 768                | 3,29   | –     |       |
| Sinistra per Perugia                   | Wladimiro Boccali        | 25 666               | 41,98            | 39 582  | 46,56   | 2 258                | 2,68   | –     |       |
| Sinistra Ecologia Libertà              | Wladimiro Boccali        | 25 666               | 41,98            | 39 582  | 46,56   | 1 760                | 2,09   | –     |       |
| Perugia dei Valori                     | Wladimiro Boccali        | 25 666               | 41,98            | 39 582  | 46,56   | 534                  | 0,63   | –     |       |
| Seggio di coalizione                   | Seggio di coalizione     | Seggio di coalizione | 41,98            | 39 582  | 46,56   | 1                    |        |       |       |
|                                        | Cristina Rosetti         | Cristina Rosetti     | Cristina Rosetti | 16 225  | 19,08   | Movimento 5 Stelle   | 15 293 | 18,17 | 2     |
| Seggio di coalizione                   | Seggio di coalizione     | Seggio di coalizione | Cristina Rosetti | 16 225  | 19,08   | 1                    |        |       |       |
|                                        | Urbano Barelli           | Urbano Barelli       | Urbano Barelli   | 3 222   | 3,79    | Perugia Rinasce (A)  | 1 779  | 2,11  | 1     |
| Crea Perugia (B)                       | Urbano Barelli           | Urbano Barelli       | Urbano Barelli   | 3 222   | 3,79    | 1 057                | 1,26   | –     |       |
| Seggio di coalizione                   | Seggio di coalizione     | Seggio di coalizione | Urbano Barelli   | 3 222   | 3,79    | 1                    |        |       |       |
|                                        | Diego Dramane            | Diego Dramane        | Diego Dramane    | 2 116   | 2,49    | Idee per Perugia (C) | 1 853  | 2,20  | –     |
|                                        | Adriana Galgano          | Adriana Galgano      | Adriana Galgano  | 1 497   | 1,76    | Scelta Civica        | 1 440  | 1,71  | –     |
| Totale                                 | Totale                   | 61 135               | 100              | 85 017  | 100     |                      | 84 154 | 100   | 32    |
|                                        |                          |                      |                  |         |         |                      |        |       |       |
| Fonte: Ministero dell'interno          |                          |                      |                  |         |         |                      |        |       |       |

- Le liste contrassegnate con le lettere A, B e C sono apparentate al secondo turno con il candidato sindaco Andrea Romizi.

### Bastia Umbra
| Candidati                              | Candidati                   | II turno             | II turno           | I turno | I turno | Liste               | Voti   | %     | Seggi |
| Candidati                              | Candidati                   | Voti                 | %                  | Voti    | %       | Liste               | Voti   | %     | Seggi |
| -------------------------------------- | --------------------------- | -------------------- | ------------------ | ------- | ------- | ------------------- | ------ | ----- | ----- |
|                                        | Stefano Ansideri ✔️ Sindaco | 5 412                | 55,06              | 5 542   | 46,47   | Ansideri Sindaco    | 2 151  | 18,62 | 4     |
| Bastia Popolare                        | Stefano Ansideri ✔️ Sindaco | 5 412                | 55,06              | 5 542   | 46,47   | 1 560               | 13,50  | 3     |       |
| Forza Italia                           | Stefano Ansideri ✔️ Sindaco | 5 412                | 55,06              | 5 542   | 46,47   | 937                 | 8,11   | 2     |       |
| Fratelli d'Italia - Alleanza Nazionale | Stefano Ansideri ✔️ Sindaco | 5 412                | 55,06              | 5 542   | 46,47   | 670                 | 5,80   | 1     |       |
|                                        | Simona Carosati             | 4 417                | 44,94              | 4 657   | 39,05   | Partito Democratico | 3 141  | 27,19 | 4     |
| #Bastia per Te!                        | Simona Carosati             | 4 417                | 44,94              | 4 657   | 39,05   | 727                 | 6,29   | –     |       |
| La Sinistra per Bastia (SEL - PRC)     | Simona Carosati             | 4 417                | 44,94              | 4 657   | 39,05   | 432                 | 3,74   | –     |       |
| Cambia Passo!                          | Simona Carosati             | 4 417                | 44,94              | 4 657   | 39,05   | 348                 | 3,01   | –     |       |
| Seggio di coalizione                   | Seggio di coalizione        | Seggio di coalizione | 44,94              | 4 657   | 39,05   | 1                   |        |       |       |
|                                        | Marcello Rosignoli          | Marcello Rosignoli   | Marcello Rosignoli | 1 728   | 14,49   | Movimento 5 Stelle  | 1 587  | 13,74 | –     |
| Seggio di coalizione                   | Seggio di coalizione        | Seggio di coalizione | Marcello Rosignoli | 1 728   | 14,49   | 1                   |        |       |       |
| Totale                                 | Totale                      | 9 829                | 100                | 11 927  | 100     |                     | 11 553 | 100   | 16    |
|                                        |                             |                      |                    |         |         |                     |        |       |       |
| Fonte: Ministero dell'interno          |                             |                      |                    |         |         |                     |        |       |       |

### Castiglione del Lago
|                                | Sergio Batino ✔️ Sindaco | 4 751                | 57,37 | Partito Democratico  | 3 321 | 41,16 | 7  |  |  |
| CdL per Sergio Batino          | Sergio Batino ✔️ Sindaco | 4 751                | 57,37 | 861                  | 10,67 | 2     |    |  |  |
| A Sinistra per CdL (SEL - PRC) | Sergio Batino ✔️ Sindaco | 4 751                | 57,37 | 489                  | 6,06  | 1     |    |  |  |
|                                | Fabio Duca               | 1 731                | 20,90 | Duca Sindaco per CdL | 1 051 | 13,03 | 1  |  |  |
| Progetto Democratico per CdL   | Fabio Duca               | 1 731                | 20,90 | 600                  | 7,44  | 1     |    |  |  |
| Seggio di coalizione           | Seggio di coalizione     | Seggio di coalizione | 20,90 | 1                    |       |       |    |  |  |
|                                | Stefano Bistacchia       | 922                  | 11,13 | Movimento 5 Stelle   | 878   | 10,88 | 1  |  |  |
| Seggio di coalizione           | Seggio di coalizione     | Seggio di coalizione | 11,13 | 1                    |       |       |    |  |  |
|                                | Pierino Bernardini       | 523                  | 6,32  | Forza Italia         | 522   | 6,47  | –  |  |  |
| Seggio di coalizione           | Seggio di coalizione     | Seggio di coalizione | 6,32  | 1                    |       |       |    |  |  |
|                                | Francesco Baiocchi       | 354                  | 4,27  | Alleanza per CdL     | 346   | 4,29  | –  |  |  |
| Totale                         | Totale                   | 8 281                | 100   |                      | 8 068 | 100   | 16 |  |  |
|                                |                          |                      |       |                      |       |       |    |  |  |
| Fonte: Ministero dell'interno  |                          |                      |       |                      |       |       |    |  |  |

### Foligno
| Candidati                                            | Candidati                 | II turno              | II turno              | I turno | I turno | Liste                     | Voti   | %     | Seggi |
| Candidati                                            | Candidati                 | Voti                  | %                     | Voti    | %       | Liste                     | Voti   | %     | Seggi |
| ---------------------------------------------------- | ------------------------- | --------------------- | --------------------- | ------- | ------- | ------------------------- | ------ | ----- | ----- |
|                                                      | Nando Mismetti ✔️ Sindaco | 10 861                | 56,50                 | 12 503  | 41,48   | Partito Democratico       | 9 227  | 32,38 | 12    |
| Obiettivi Concreti                                   | Nando Mismetti ✔️ Sindaco | 10 861                | 56,50                 | 12 503  | 41,48   | 1 089                     | 3,82   | 1     |       |
| Partito Socialista Italiano - Riformisti per Foligno | Nando Mismetti ✔️ Sindaco | 10 861                | 56,50                 | 12 503  | 41,48   | 750                       | 2,63   | 1     |       |
| Movimento per Foligno                                | Nando Mismetti ✔️ Sindaco | 10 861                | 56,50                 | 12 503  | 41,48   | 717                       | 2,52   | 1     |       |
| La Sinistra                                          | Nando Mismetti ✔️ Sindaco | 10 861                | 56,50                 | 12 503  | 41,48   | 458                       | 1,61   | –     |       |
|                                                      | Stefania Filipponi        | 8 362                 | 43,50                 | 7 363   | 24,43   | Forza Italia              | 2 416  | 8,48  | 2     |
| Impegno Civile                                       | Stefania Filipponi        | 8 362                 | 43,50                 | 7 363   | 24,43   | 1 051                     | 3,69   | 1     |       |
| Cambiare Foligno                                     | Stefania Filipponi        | 8 362                 | 43,50                 | 7 363   | 24,43   | 1 011                     | 3,55   | –     |       |
| Fratelli d'Italia                                    | Stefania Filipponi        | 8 362                 | 43,50                 | 7 363   | 24,43   | 1 003                     | 3,52   | –     |       |
| Nuovo Centrodestra                                   | Stefania Filipponi        | 8 362                 | 43,50                 | 7 363   | 24,43   | 714                       | 2,51   | –     |       |
| Uniti per Foligno                                    | Stefania Filipponi        | 8 362                 | 43,50                 | 7 363   | 24,43   | 485                       | 1,70   | –     |       |
| Foligno Futura                                       | Stefania Filipponi        | 8 362                 | 43,50                 | 7 363   | 24,43   | 367                       | 1,29   | –     |       |
| Seggio di coalizione                                 | Seggio di coalizione      | Seggio di coalizione  | 43,50                 | 7 363   | 24,43   | 1                         |        |       |       |
|                                                      | Fausto Savini             | Fausto Savini         | Fausto Savini         | 4 316   | 14,32   | Movimento 5 Stelle        | 3 919  | 13,75 | 1     |
| Seggio di coalizione                                 | Seggio di coalizione      | Seggio di coalizione  | Fausto Savini         | 4 316   | 14,32   | 1                         |        |       |       |
|                                                      | Aldo Amoni                | Aldo Amoni            | Aldo Amoni            | 3 119   | 10,35   | Amoni Sindaco             | 2 193  | 7,70  | 1     |
| Obiettivo Comune                                     | Aldo Amoni                | Aldo Amoni            | Aldo Amoni            | 3 119   | 10,35   | 636                       | 2,23   | –     |       |
| Seggio di coalizione                                 | Seggio di coalizione      | Seggio di coalizione  | Aldo Amoni            | 3 119   | 10,35   | 1                         |        |       |       |
|                                                      | Elisabetta Piccolotti     | Elisabetta Piccolotti | Elisabetta Piccolotti | 2 113   | 7,01    | Sinistra Ecologia Libertà | 1 854  | 6,51  | –     |
| Seggio di coalizione                                 | Seggio di coalizione      | Seggio di coalizione  | Elisabetta Piccolotti | 2 113   | 7,01    | 1                         |        |       |       |
|                                                      | Giacomo Bicerna           | Giacomo Bicerna       | Giacomo Bicerna       | 432     | 1,43    | Foligno Giovane           | 354    | 1,24  | –     |
|                                                      | Vittorio Frasconi         | Vittorio Frasconi     | Vittorio Frasconi     | 293     | 0,97    | Foligno Nostra            | 249    | 0,87  | –     |
| Totale                                               | Totale                    | 19 223                | 100                   | 30 139  | 100     |                           | 28 493 | 100   | 24    |
|                                                      |                           |                       |                       |         |         |                           |        |       |       |
| Fonte: Ministero dell'interno                        |                           |                       |                       |         |         |                           |        |       |       |

### Gualdo Tadino
| Candidati                          | Candidati                          | II turno             | II turno            | I turno | I turno | Liste                | Voti  | %     | Seggi |
| Candidati                          | Candidati                          | Voti                 | %                   | Voti    | %       | Liste                | Voti  | %     | Seggi |
| ---------------------------------- | ---------------------------------- | -------------------- | ------------------- | ------- | ------- | -------------------- | ----- | ----- | ----- |
|                                    | Massimiliano Presciutti ✔️ Sindaco | 4 090                | 53,83               | 2 877   | 33,19   | Partito Democratico  | 2 127 | 25,65 | 8     |
| Gualdo Cambia                      | Massimiliano Presciutti ✔️ Sindaco | 4 090                | 53,83               | 2 877   | 33,19   | 429                  | 5,17  | 1     |       |
| Rinnovamento per Gualdo            | Massimiliano Presciutti ✔️ Sindaco | 4 090                | 53,83               | 2 877   | 33,19   | 297                  | 3,58  | 1     |       |
|                                    | Roberto Morroni                    | 3 508                | 46,17               | 2 722   | 31,40   | Morroni Sindaco      | 1 236 | 14,90 | 1     |
| Forza Italia                       | Roberto Morroni                    | 3 508                | 46,17               | 2 722   | 31,40   | 1 056                | 12,73 | 1     |       |
| Uniti per Gualdo - NCD - FdI       | Roberto Morroni                    | 3 508                | 46,17               | 2 722   | 31,40   | 245                  | 2,95  | –     |       |
| Seggio di coalizione               | Seggio di coalizione               | Seggio di coalizione | 46,17               | 2 722   | 31,40   | 1                    |       |       |       |
|                                    | Brunello Castellani                | Brunello Castellani  | Brunello Castellani | 1 349   | 15,56   | Appello per Gualdo   | 866   | 10,44 | –     |
| La Sinistra per Gualdo (SEL - PRC) | Brunello Castellani                | Brunello Castellani  | Brunello Castellani | 1 349   | 15,56   | 384                  | 4,63  | –     |       |
| Seggio di coalizione               | Seggio di coalizione               | Seggio di coalizione | Brunello Castellani | 1 349   | 15,56   | 1                    |       |       |       |
|                                    | Ermanno Rosi                       | Ermanno Rosi         | Ermanno Rosi        | 884     | 10,20   | Ermanno Rosi Sindaco | 452   | 5,45  | –     |
| Movimento 30 Aprile                | Ermanno Rosi                       | Ermanno Rosi         | Ermanno Rosi        | 884     | 10,20   | 411                  | 4,96  | –     |       |
| Seggio di coalizione               | Seggio di coalizione               | Seggio di coalizione | Ermanno Rosi        | 884     | 10,20   | 1                    |       |       |       |
|                                    | Stefania Troiani                   | Stefania Troiani     | Stefania Troiani    | 701     | 8,09    | Movimento 5 Stelle   | 665   | 8,02  | –     |
| Seggio di coalizione               | Seggio di coalizione               | Seggio di coalizione | Stefania Troiani    | 701     | 8,09    | 1                    |       |       |       |
|                                    | Franco Cotulelli                   | Franco Cotulelli     | Franco Cotulelli    | 135     | 1,56    | Primavera Gualdese   | 126   | 1,52  | –     |
| Totale                             | Totale                             | 7 598                | 100                 | 8 668   | 100     |                      | 8 294 | 100   | 16    |
|                                    |                                    |                      |                     |         |         |                      |       |       |       |
| Fonte: Ministero dell'interno      |                                    |                      |                     |         |         |                      |       |       |       |

### Gubbio
| Candidati                     | Candidati                  | II turno             | II turno            | I turno | I turno | Liste                  | Voti   | %     | Seggi |
| Candidati                     | Candidati                  | Voti                 | %                   | Voti    | %       | Liste                  | Voti   | %     | Seggi |
| ----------------------------- | -------------------------- | -------------------- | ------------------- | ------- | ------- | ---------------------- | ------ | ----- | ----- |
|                               | Filippo Stirati ✔️ Sindaco | 10 687               | 73,21               | 7 971   | 41,01   | Liberi e Democratici   | 4 739  | 25,11 | 10    |
| Scelgo Gubbio                 | Filippo Stirati ✔️ Sindaco | 10 687               | 73,21               | 7 971   | 41,01   | 1 518                  | 8,04   | 3     |       |
| Partito Socialista Italiano   | Filippo Stirati ✔️ Sindaco | 10 687               | 73,21               | 7 971   | 41,01   | 614                    | 3,25   | 1     |       |
| Sinistra Ecologia Libertà     | Filippo Stirati ✔️ Sindaco | 10 687               | 73,21               | 7 971   | 41,01   | 598                    | 3,17   | 1     |       |
|                               | Ennio Palazzari            | 3 910                | 26,79               | 4 978   | 25,61   | Partito Democratico    | 3 606  | 19,11 | 3     |
| Impegno per Gubbio            | Ennio Palazzari            | 3 910                | 26,79               | 4 978   | 25,61   | 1 077                  | 5,71   | –     |       |
| Popolari per Gubbio           | Ennio Palazzari            | 3 910                | 26,79               | 4 978   | 25,61   | 371                    | 1,97   | –     |       |
| Seggio di coalizione          | Seggio di coalizione       | Seggio di coalizione | 26,79               | 4 978   | 25,61   | 1                      |        |       |       |
|                               | Rodolfo Rughi              | Rodolfo Rughi        | Rodolfo Rughi       | 3 383   | 17,40   | Movimento 5 Stelle     | 3 211  | 17,02 | 2     |
| Seggio di coalizione          | Seggio di coalizione       | Seggio di coalizione | Rodolfo Rughi       | 3 383   | 17,40   | 1                      |        |       |       |
|                               | Pavilio Lupini             | Pavilio Lupini       | Pavilio Lupini      | 1 689   | 8,69    | Rifondazione Comunista | 953    | 5,05  | –     |
| Gubbio Libera                 | Pavilio Lupini             | Pavilio Lupini       | Pavilio Lupini      | 1 689   | 8,69    | 763                    | 4,04   | –     |       |
| Seggio di coalizione          | Seggio di coalizione       | Seggio di coalizione | Pavilio Lupini      | 1 689   | 8,69    | 1                      |        |       |       |
|                               | Francesco Gagliardi        | Francesco Gagliardi  | Francesco Gagliardi | 1 418   | 7,29    | Forza Italia           | 766    | 4,06  | –     |
| Bene Comune                   | Francesco Gagliardi        | Francesco Gagliardi  | Francesco Gagliardi | 1 418   | 7,29    | 395                    | 2,09   | –     |       |
| Svolta Comune                 | Francesco Gagliardi        | Francesco Gagliardi  | Francesco Gagliardi | 1 418   | 7,29    | 259                    | 1,37   | –     |       |
| Seggio di coalizione          | Seggio di coalizione       | Seggio di coalizione | Francesco Gagliardi | 1 418   | 7,29    | 1                      |        |       |       |
| Totale                        | Totale                     | 14 597               | 100                 | 19 439  | 100     |                        | 18 870 | 100   | 24    |
|                               |                            |                      |                     |         |         |                        |        |       |       |
| Fonte: Ministero dell'interno |                            |                      |                     |         |         |                        |        |       |       |

### Marsciano
| Candidati                           | Candidati               | II turno             | II turno             | I turno | I turno | Liste                     | Voti   | %     | Seggi |
| Candidati                           | Candidati               | Voti                 | %                    | Voti    | %       | Liste                     | Voti   | %     | Seggi |
| ----------------------------------- | ----------------------- | -------------------- | -------------------- | ------- | ------- | ------------------------- | ------ | ----- | ----- |
|                                     | Alfio Todini ✔️ Sindaco | 4 464                | 53,38                | 5 208   | 48,60   | Partito Democratico       | 3 433  | 33,46 | 7     |
| Sinistra e Socialisti per Marsciano | Alfio Todini ✔️ Sindaco | 4 464                | 53,38                | 5 208   | 48,60   | 912                       | 8,89   | 2     |       |
| Proposta Marsciano                  | Alfio Todini ✔️ Sindaco | 4 464                | 53,38                | 5 208   | 48,60   | 794                       | 7,74   | 1     |       |
| Sinistra Ecologia Libertà           | Alfio Todini ✔️ Sindaco | 4 464                | 53,38                | 5 208   | 48,60   | 248                       | 2,42   | –     |       |
|                                     | Sabatino Ranieri        | 3 899                | 46,62                | 2 116   | 19,75   | Marsciano Democratica     | 1 169  | 11,39 | 2     |
| Movimento per la Qualità della Vita | Sabatino Ranieri        | 3 899                | 46,62                | 2 116   | 19,75   | 494                       | 4,81   | –     |       |
| Lavoro e Ambiente                   | Sabatino Ranieri        | 3 899                | 46,62                | 2 116   | 19,75   | 164                       | 1,60   | –     |       |
| Seggio di coalizione                | Seggio di coalizione    | Seggio di coalizione | 46,62                | 2 116   | 19,75   | 1                         |        |       |       |
|                                     | Andrea Pilati           | Andrea Pilati        | Andrea Pilati        | 1 302   | 12,15   | Centrodestra Marsciano    | 864    | 8,42  | –     |
| Giovani Idee                        | Andrea Pilati           | Andrea Pilati        | Andrea Pilati        | 1 302   | 12,15   | 257                       | 2,50   | –     |       |
| Seggio di coalizione                | Seggio di coalizione    | Seggio di coalizione | Andrea Pilati        | 1 302   | 12,15   | 1                         |        |       |       |
|                                     | Federico Santi          | Federico Santi       | Federico Santi       | 975     | 9,10    | La Sinistra per Marsciano | 476    | 4,64  | –     |
| L'Altra Marsciano                   | Federico Santi          | Federico Santi       | Federico Santi       | 975     | 9,10    | 365                       | 3,56   | –     |       |
| Seggio di coalizione                | Seggio di coalizione    | Seggio di coalizione | Federico Santi       | 975     | 9,10    | 1                         |        |       |       |
|                                     | Giorgio Brunori         | Giorgio Brunori      | Giorgio Brunori      | 833     | 7,77    | Movimento 5 Stelle        | 801    | 7,81  | –     |
| Seggio di coalizione                | Seggio di coalizione    | Seggio di coalizione | Giorgio Brunori      | 833     | 7,77    | 1                         |        |       |       |
|                                     | Cristiano Costantini    | Cristiano Costantini | Cristiano Costantini | 281     | 2,62    | Forza Marsciano           | 284    | 2,77  | –     |
| Totale                              | Totale                  | 8 363                | 100                  | 10 715  | 100     |                           | 10 261 | 100   | 16    |
|                                     |                         |                      |                      |         |         |                           |        |       |       |
| Fonte: Ministero dell'interno       |                         |                      |                      |         |         |                           |        |       |       |

### Spoleto
| Candidati                                  | Candidati                      | II turno             | II turno        | I turno | I turno | Liste               | Voti   | %     | Seggi |
| Candidati                                  | Candidati                      | Voti                 | %               | Voti    | %       | Liste               | Voti   | %     | Seggi |
| ------------------------------------------ | ------------------------------ | -------------------- | --------------- | ------- | ------- | ------------------- | ------ | ----- | ----- |
|                                            | Fabrizio Cardarelli ✔️ Sindaco | 8 835                | 55,06           | 5 289   | 25,38   | Rinnovamento        | 2 818  | 13,85 | 9     |
| Spoleto Popolare - Nuovo Centrodestra      | Fabrizio Cardarelli ✔️ Sindaco | 8 835                | 55,06           | 5 289   | 25,38   | 1 970               | 9,68   | 6     |       |
|                                            | Dante Rossi                    | 7 210                | 44,94           | 7 954   | 38,17   | Partito Democratico | 6 179  | 30,38 | 5     |
| Socialisti Riformisti - Spoleto dei Valori | Dante Rossi                    | 7 210                | 44,94           | 7 954   | 38,17   | 1 055               | 5,19   | –     |       |
| Prima Spoleto Sì                           | Dante Rossi                    | 7 210                | 44,94           | 7 954   | 38,17   | 751                 | 3,69   | –     |       |
| Sinistra Ecologia Libertà                  | Dante Rossi                    | 7 210                | 44,94           | 7 954   | 38,17   | 302                 | 1,48   | –     |       |
| Seggio di coalizione                       | Seggio di coalizione           | Seggio di coalizione | 44,94           | 7 954   | 38,17   | 1                   |        |       |       |
|                                            | Giampaolo Emili                | Giampaolo Emili      | Giampaolo Emili | 2 883   | 13,83   | Forza Italia        | 1 567  | 7,70  | 1     |
| Lista Due Mondi                            | Giampaolo Emili                | Giampaolo Emili      | Giampaolo Emili | 2 883   | 13,83   | 903                 | 4,44   | –     |       |
| Fratelli d'Italia - Alleanza Nazionale     | Giampaolo Emili                | Giampaolo Emili      | Giampaolo Emili | 2 883   | 13,83   | 337                 | 1,66   | –     |       |
| Destre Unite                               | Giampaolo Emili                | Giampaolo Emili      | Giampaolo Emili | 2 883   | 13,83   | 59                  | 0,29   | –     |       |
| Seggio di coalizione                       | Seggio di coalizione           | Seggio di coalizione | Giampaolo Emili | 2 883   | 13,83   | 1                   |        |       |       |
|                                            | Guido Grossi                   | Guido Grossi         | Guido Grossi    | 2 814   | 13,50   | Movimento 5 Stelle  | 2 608  | 12,82 | –     |
| Seggio di coalizione                       | Seggio di coalizione           | Seggio di coalizione | Guido Grossi    | 2 814   | 13,50   | 1                   |        |       |       |
|                                            | Massimo Brunini                | Massimo Brunini      | Massimo Brunini | 1 390   | 6,67    | Vince Spoleto       | 1 303  | 6,41  | –     |
|                                            | Maura Coltorti                 | Maura Coltorti       | Maura Coltorti  | 510     | 2,45    | Sinistra Spoleto    | 490    | 2,41  | –     |
| Totale                                     | Totale                         | 16 045               | 100             | 20 840  | 100     |                     | 20 342 | 100   | 24    |
|                                            |                                |                      |                 |         |         |                     |        |       |       |
| Fonte: Ministero dell'interno              |                                |                      |                 |         |         |                     |        |       |       |

### Umbertide
|                               | Marco Locchi ✔️ Sindaco | 5 396                | 60,13 | Partito Democratico | 4 842 | 54,39 | 10 |  |  |
| Socialisti Riformisti         | Marco Locchi ✔️ Sindaco | 5 396                | 60,13 | 319                 | 3,58  | –     |    |  |  |
| Sinistra per Umbertide        | Marco Locchi ✔️ Sindaco | 5 396                | 60,13 | 234                 | 2,63  | –     |    |  |  |
|                               | Claudio Faloci          | 1 638                | 18,25 | Umbertide Cambia    | 1 589 | 17,85 | 2  |  |  |
| Seggio di coalizione          | Seggio di coalizione    | Seggio di coalizione | 18,25 | 1                   |       |       |    |  |  |
|                               | Valentina Pigliapoco    | 1 314                | 14,64 | Movimento 5 Stelle  | 1 290 | 14,49 | 1  |  |  |
| Seggio di coalizione          | Seggio di coalizione    | Seggio di coalizione | 14,64 | 1                   |       |       |    |  |  |
|                               | Giovanna Monni          | 626                  | 6,98  | Umbertide Viva!     | 628   | 7,05  | –  |  |  |
| Seggio di coalizione          | Seggio di coalizione    | Seggio di coalizione | 6,98  | 1                   |       |       |    |  |  |
| Totale                        | Totale                  | 8 974                | 100   |                     | 8 902 | 100   | 16 |  |  |
|                               |                         |                      |       |                     |       |       |    |  |  |
| Fonte: Ministero dell'interno |                         |                      |       |                     |       |       |    |  |  |

## Terni

### Terni
| Candidati                                     | Candidati                       | II turno             | II turno           | I turno | I turno | Liste                                | Voti   | %     | Seggi |
| Candidati                                     | Candidati                       | Voti                 | %                  | Voti    | %       | Liste                                | Voti   | %     | Seggi |
| --------------------------------------------- | ------------------------------- | -------------------- | ------------------ | ------- | ------- | ------------------------------------ | ------ | ----- | ----- |
|                                               | Leopoldo Di Girolamo ✔️ Sindaco | 20 198               | 59,51              | 27 160  | 46,88   | Partito Democratico                  | 17 477 | 30,50 | 14    |
| Terni Città Aperta                            | Leopoldo Di Girolamo ✔️ Sindaco | 20 198               | 59,51              | 27 160  | 46,88   | 3 955                                | 6,90   | 3     |       |
| Progetto Terni                                | Leopoldo Di Girolamo ✔️ Sindaco | 20 198               | 59,51              | 27 160  | 46,88   | 2 462                                | 4,30   | 2     |       |
| Sinistra Ecologia Libertà                     | Leopoldo Di Girolamo ✔️ Sindaco | 20 198               | 59,51              | 27 160  | 46,88   | 2 124                                | 3,71   | 1     |       |
| Terni Oltre                                   | Leopoldo Di Girolamo ✔️ Sindaco | 20 198               | 59,51              | 27 160  | 46,88   | 810                                  | 1,41   | –     |       |
| Il Giacinto - Alleanza Democratici e Liberali | Leopoldo Di Girolamo ✔️ Sindaco | 20 198               | 59,51              | 27 160  | 46,88   | 668                                  | 1,17   | –     |       |
| Terni dei Valori                              | Leopoldo Di Girolamo ✔️ Sindaco | 20 198               | 59,51              | 27 160  | 46,88   | 223                                  | 0,39   | –     |       |
|                                               | Paolo Crescimbeni               | 13 742               | 40,49              | 11 714  | 20,22   | Forza Italia                         | 5 805  | 10,13 | 3     |
| Fratelli d'Italia                             | Paolo Crescimbeni               | 13 742               | 40,49              | 11 714  | 20,22   | 2 432                                | 4,24   | 1     |       |
| I Love Terni - Valori e Competenze            | Paolo Crescimbeni               | 13 742               | 40,49              | 11 714  | 20,22   | 2 114                                | 3,69   | 1     |       |
| Terni Città Futura                            | Paolo Crescimbeni               | 13 742               | 40,49              | 11 714  | 20,22   | 865                                  | 1,51   | –     |       |
| Acciaio - Crescimbeni Sindaco                 | Paolo Crescimbeni               | 13 742               | 40,49              | 11 714  | 20,22   | 250                                  | 0,44   | –     |       |
| Seggio di coalizione                          | Seggio di coalizione            | Seggio di coalizione | 40,49              | 11 714  | 20,22   | 1                                    |        |       |       |
|                                               | Angelica Trenta                 | Angelica Trenta      | Angelica Trenta    | 10 693  | 18,46   | Movimento 5 Stelle                   | 9 983  | 17,42 | 4     |
| Seggio di coalizione                          | Seggio di coalizione            | Seggio di coalizione | Angelica Trenta    | 10 693  | 18,46   | 1                                    |        |       |       |
|                                               | Franco Todini                   | Franco Todini        | Franco Todini      | 2 037   | 3,52    | Il Cammello                          | 2 074  | 3,62  | –     |
| Seggio di coalizione                          | Seggio di coalizione            | Seggio di coalizione | Franco Todini      | 2 037   | 3,52    | 1                                    |        |       |       |
|                                               | Lorenzo Carletti                | Lorenzo Carletti     | Lorenzo Carletti   | 1 533   | 2,65    | Partito della Rifondazione Comunista | 1 547  | 2,70  | –     |
|                                               | Dario Guardalben                | Dario Guardalben     | Dario Guardalben   | 1 500   | 2,59    | Scelta Civica                        | 1 431  | 2,50  | –     |
|                                               | Valerio Mecarelli               | Valerio Mecarelli    | Valerio Mecarelli  | 999     | 1,72    | Terni da Salvare                     | 903    | 1,58  | –     |
|                                               | Francesco Bartoli               | Francesco Bartoli    | Francesco Bartoli  | 729     | 1,26    | Democrazia Diretta                   | 492    | 0,86  | –     |
| Terni Verde                                   | Francesco Bartoli               | Francesco Bartoli    | Francesco Bartoli  | 729     | 1,26    | 213                                  | 0,37   | –     |       |
|                                               | Piergiorgio Bonomi              | Piergiorgio Bonomi   | Piergiorgio Bonomi | 523     | 0,90    | CasaPound                            | 502    | 0,88  | –     |
|                                               | Stefano Bolletta                | Stefano Bolletta     | Stefano Bolletta   | 406     | 0,70    | Terni Bene Comune                    | 342    | 0,60  | –     |
|                                               | Romano Sciarretta               | Romano Sciarretta    | Romano Sciarretta  | 385     | 0,66    | Terni Libera                         | 391    | 0,68  | –     |
|                                               | Enrico Busco                    | Enrico Busco         | Enrico Busco       | 244     | 0,42    | Partito Italia Nuova                 | 243    | 0,42  | –     |
| Totale                                        | Totale                          | 33 940               | 100                | 57 933  | 100     |                                      | 57 306 | 100   | 32    |
|                                               |                                 |                      |                    |         |         |                                      |        |       |       |
| Fonte: Ministero dell'interno                 |                                 |                      |                    |         |         |                                      |        |       |       |

### Orvieto
| Candidati                              | Candidati                   | II turno             | II turno        | I turno | I turno | Liste                | Voti   | %     | Seggi |
| Candidati                              | Candidati                   | Voti                 | %               | Voti    | %       | Liste                | Voti   | %     | Seggi |
| -------------------------------------- | --------------------------- | -------------------- | --------------- | ------- | ------- | -------------------- | ------ | ----- | ----- |
|                                        | Giuseppe Germani ✔️ Sindaco | 5 715                | 54,38           | 6 047   | 49,85   | Partito Democratico  | 3 359  | 28,56 | 6     |
| Per Andare Avanti                      | Giuseppe Germani ✔️ Sindaco | 5 715                | 54,38           | 6 047   | 49,85   | 1 495                | 12,71  | 3     |       |
| Sinistra Ecologia Libertà              | Giuseppe Germani ✔️ Sindaco | 5 715                | 54,38           | 6 047   | 49,85   | 520                  | 4,42   | 1     |       |
| Partito dei Comunisti Italiani         | Giuseppe Germani ✔️ Sindaco | 5 715                | 54,38           | 6 047   | 49,85   | 356                  | 3,03   | –     |       |
| Scelta Civica                          | Giuseppe Germani ✔️ Sindaco | 5 715                | 54,38           | 6 047   | 49,85   | 206                  | 1,75   | –     |       |
|                                        | Antonio Concina             | 4 794                | 45,62           | 4 176   | 34,42   | Forza Italia         | 1 438  | 12,23 | 2     |
| Identità e Territorio                  | Antonio Concina             | 4 794                | 45,62           | 4 176   | 34,42   | 1 299                | 11,05  | 1     |       |
| Fratelli d'Italia - Alleanza Nazionale | Antonio Concina             | 4 794                | 45,62           | 4 176   | 34,42   | 842                  | 7,16   | 1     |       |
| Orvieto Libera                         | Antonio Concina             | 4 794                | 45,62           | 4 176   | 34,42   | 399                  | 3,39   | –     |       |
| Seggio di coalizione                   | Seggio di coalizione        | Seggio di coalizione | 45,62           | 4 176   | 34,42   | 1                    |        |       |       |
|                                        | Lucia Vergaglia             | Lucia Vergaglia      | Lucia Vergaglia | 773     | 6,37    | Movimento 5 Stelle   | 753    | 6,40  | –     |
| Seggio di coalizione                   | Seggio di coalizione        | Seggio di coalizione | Lucia Vergaglia | 773     | 6,37    | 1                    |        |       |       |
|                                        | Laura Ricci                 | Laura Ricci          | Laura Ricci     | 627     | 5,17    | Ri-Governare Orvieto | 562    | 4,78  | –     |
|                                        | Marco Frizza                | Marco Frizza         | Marco Frizza    | 508     | 4,19    | La Mia Orvieto       | 531    | 4,52  | –     |
| Totale                                 | Totale                      | 10 509               | 100             | 12 131  | 100     |                      | 11 760 | 100   | 16    |
|                                        |                             |                      |                 |         |         |                      |        |       |       |
| Fonte: Ministero dell'interno          |                             |                      |                 |         |         |                      |        |       |       |